# Невадо-дель-Толіма
Невадо-дель-Толіма (ісп. Nevado del Tolima) — стратовулкан у хребті Кордильєра-Сентраль, департамент Толіма, Колумбія, розташований на південь від вулкану Невадо-дель-Руїс. Абсолютна висота вершини становить 5215 м, за іншими даними — 5276 м.